# Baybay
Baybay City ist eine philippinische Stadt (Component City) in der Provinz Leyte.

## Geographie
Baybay hat eine Fläche von 460,50 km². Die Stadt liegt an der Westküste der Provinz Leyte. Baybay City gehört zum Bereich des Klimatyps 4 nach der Philippinischen Klimaklassifizierung. Das Gebiet ist im Ostteil des Stadtgebiets im Allgemeinen gebirgig und fällt nach Westen zum Meer hin ab. Teile des Kuapnit Balinsasayaw National Park liegen auf dem Gebiet der Gemeinde.

### Baranggays
Baybay City ist politisch in 92 Baranggays unterteilt, davon sind 23 im Hauptort (Poblacion). Die restlichen 69 Baranggays werden als „ländlich“ klassifiziert.
| - Altavista - Ambacan - Amguhan - Ampihanon - Balao - Banahao - Biasong - Bidlinan - Bitanhuan - Bubon - Buenavista - Bunga - Butigan - Kabatuan - Caridad - Ga-as - Gabas - Gakat - Guadalupe (Utod) - Gubang - Hibunawan - Higuloan - Hilapnitan - Hipusngo - Igang - Imelda - Jaena - Kabalasan - Kabungaan - Kagumay - Kambonggan | - Candadam - Kan-ipa - Kansungka - Kantagnos - Kilim - Lintaon - Maganhan - Mahayahay - Mailhi - Maitum - Makinhas - Mapgap - Marcos (Kab-kab) - Maslug - Matam-is - Maybog - Maypatag - Monterico - Palhi - Pangasungan - Pansagan - Patag - Plaridel - Poblacion Zone 2 - Poblacion Zone 3 - Poblacion Zone 4 - Poblacion Zone 5 - Poblacion Zone 6 - Poblacion Zone 7 - Poblacion Zone 8 - Poblacion Zone 9 | - Poblacion Zone 10 - Poblacion Zone 11 - Poblacion Zone 12 - Poblacion Zone 13 - Poblacion Zone 14 - Poblacion Zone 15 - Poblacion Zone 16 - Poblacion Zone 17 - Poblacion Zone 18 - Poblacion Zone 19 - Poblacion Zone 20 - Poblacion Zone 21 - Poblacion Zone 22 - Poblacion Zone 23 - Pomponan - Punta - Sabang - San Agustin - San Isidro - San Juan - Santa Cruz - Santo Rosario - Sapa - Ciabo - Villa Solidaridad - Zacarito - Poblacion Zone 1 - Cogon - Monte Verde - Villa Mag-aso |

## Geschichte
Baybay ist durch die Ratifizierung des Republic Act Nr. 9389 in einer Volksabstimmung am 16. Juni 2007 von einer Stadtgemeinde (municipality) zu einer provinzangehörigem Stadt (Component City) erhoben worden. Baybay ist somit die dritte Stadt in der Provinz Leyte.

### Bevölkerungsstruktur und -entwicklung
Nach dem Bericht der NSCO 2002 hatte Baybay 99.689 Einwohner, dies bedeutet ein Anstieg gegenüber der Einwohnerzahl von 82.281 des Jahres 1990. Im Jahr 2000 hatten die 23 Baranggays des Hauptortes 17.391 Einwohner, 82.289 lebten in den 69 „ländlichen“ Baranggays. 
1990 lag der Anteil der städtischen Bevölkerung bei 18,27 %, demnach lebten 81,73 % der Einwohner auf dem Land. Bis zum Jahr 2000 stieg die absolute Zahl der städtischen Bevölkerung von 15.034 auf 17.391, jedoch ging der Anteil auf 17,44 % zurück, da gleichzeitig die Zahl der Landbevölkerung von 67.247 auf 82.298 (82,56 %) stieg.

## Wirtschaft
Baybay ist landwirtschaftlich geprägt, die wichtigsten Einkommensquellen sind Landbau und Fischerei. Einige Einwohner sind in der Jagd und in der Forstwirtschaft tätig. Die wichtigsten landwirtschaftlichen Erzeugnisse sind Reis, Mais, Obst, Wurzelgemüse und Gemüse.
Industriebetriebe in Baybay sind unter anderen die Specialty Products Manufacturing, Inc. und die Visayan Oil Mill.
Verschiedene Zweige der Heimarbeitsindustrien sind im Hauptort angesiedelt, darunter Bambus- und Rattanverarbeitung, Keramikproduktion, Damenschneidereien, Textilverarbeitung, Nahrungsmittelkonservierung, Mattenherstellung, metallverarbeitendes Handwerk, Möbelherstellung und andere vor- und nachgelagerte Tätigkeiten.

## Bildungseinrichtungen
- Visayas State University, der Hauptcampus am Mount Pangasugan umfasst eine Fläche von 14,79 km², davon 5,74 km² Regenwaldfläche mit seltenen und bedrohten Tierarten